# اسم تصنيفي غير مؤكد

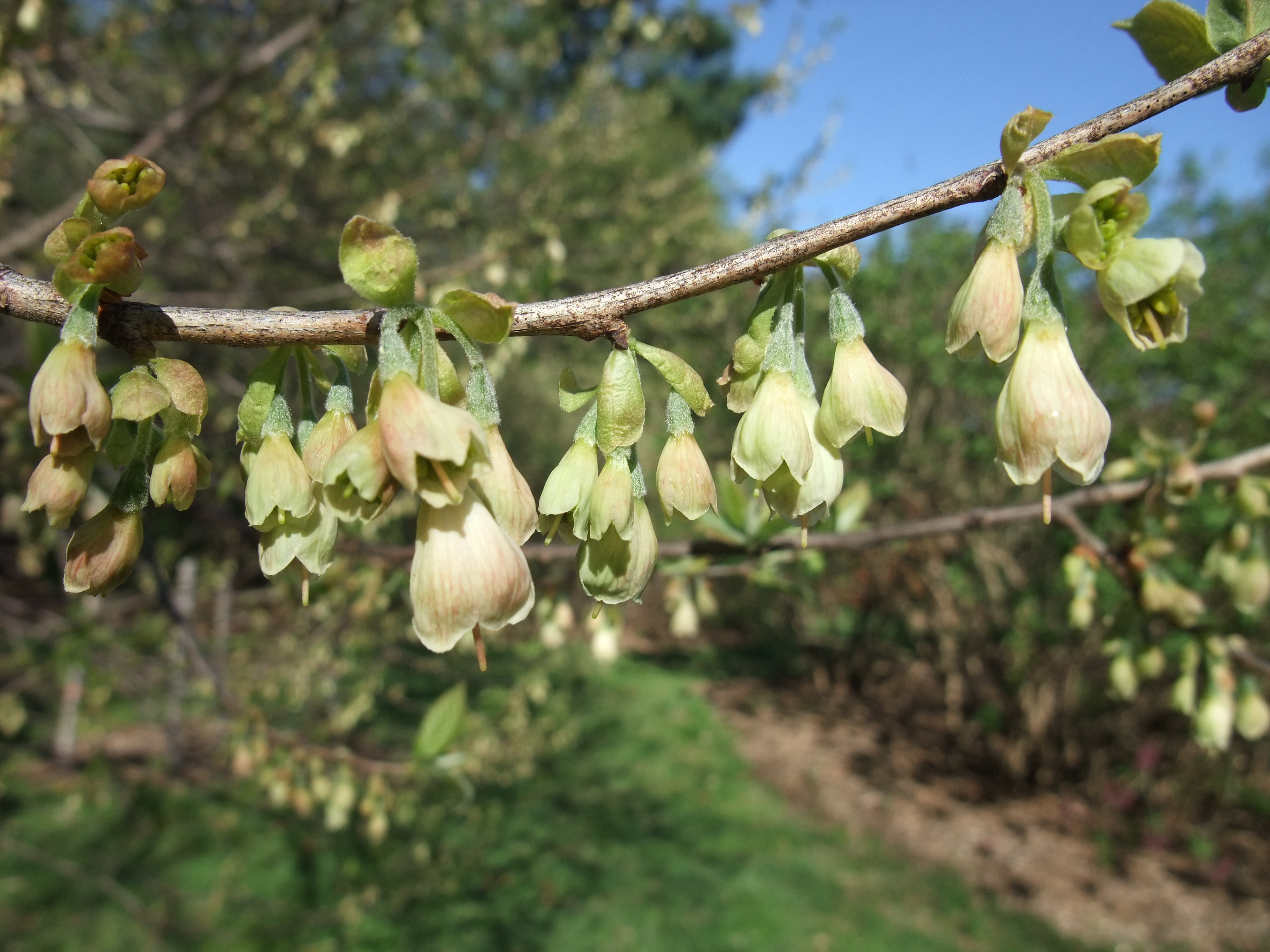
الهاليزية الرباعية الأجنحة وهي نوع نباتي غير مؤكد

الاسم التصنيفي غير المؤكد (بالإنجليزية: Unresolved Name)‏ هي تسمية ثنائية لم يتم حسم وضعها وليس من الممكن حتى الآن تعيين حالتها إما «مقبول» أو «مرادف». تقع الأسماء التصنيفية غير المؤكدة ضمن فئتين فرعيتين:

## أسماء غير مُقَيّمة
أسماء غير مقيمة (بالإنجليزية: Unassessed names)‏ هي الأسماء التي لا يوجد دليل في أي من مصادر البيانات المساهمة أن واضع هذا الاسم أو صاحب البيانات قد قام بتقييمها. لا أحد قد سبق وسجل أنه إما «قبول» أو «مرادف». لا أحد قد سبق وسجل أنه حاول هذا التقييم.
وحيث بحكم التعريف، يتم قبول أي اسم مقدم من مؤلف عند النشر ويمكن اعتباره اسماً يزعم أنه مقبول حتى يتم إثبات أنه اسم مرادف.

## أسماء غير مُوَضّعة
أسماء غير موضعة (بالإنجليزية: Unplaced names)‏ هي الأسماء التي تشير سجلاتها إلى أن أصحاب البيانات قد سعوا بإيجابية إلى حل مكانتها ولم يكنوا قادرين على التوصل إلى استنتاج لوضعها إما في الترادف أو كأسماء مقبولة من لأنواع جديدة. هذا هو الحال غالبا في أسماء ليس لها وصف كافي أو لا وجود لعينات لعشبية لها.